# Phoenix Jones
Phoenix Jones, nacido como Benjamin John Francis Fodor (Texas, 25 de mayo de 1988), es un artista marcial mixto y vigilante clandestino estadounidense. Líder del Rain City SuperHero Movement, un grupo que intenta acabar con el crimen en Seattle (Washington, Estados Unidos). Usando una máscara y un traje casero (chaleco antibalas de kevlar, cuchillos y gas pimienta) sale a patrullar las calles de Seattle junto a su grupo.
Jones dice que la mejor manera de evitar que la policía lo confunda con un criminal es usar un "super traje", aunque la policía local ha expresado su preocupación de que los trajes extraños puedan dar lugar a llamadas de emergencia de ciudadanos que confunden a los "superhéroes" con criminales. Jones ha dicho que todos los miembros del Movimiento de Superhéroes de Rain City tienen experiencia militar o en artes marciales mixtas.
Jones ha firmado con la Serie Mundial de Lucha, donde ha peleado en dos pesos fijos, que incluyeron pelear contra su hermano adoptivo mayor, UFC, Strikeforce y el peleador de ONE Championship, Caros Fodor.

## Origen
Su actividad como justiciero o vigilante clandestino salió a la luz cuando dos incidentes hicieron que reflexionara acerca de la seguridad de los residentes de Seattle. El primero fue cuando un amigo de Jones fue víctima de un asalto a las afueras de un bar. El segundo fue cuando su coche estuvo a punto de ser robado y su hijo resultó herido. Desde aquel momento John decidió usar una máscara y un traje casero para patrullar Seattle y evitar que hubiera más víctimas del crimen.

## Acciones en las que ha intervenido
- En enero de 2011 apareció en el noticiero estadounidense (en ABC TV), donde según él, evitó que un hombre, mencionado como Dan, fuera víctima del robo del coche
- Días después, evitó que un hombre ebrio condujera su coche.
- A finales de enero volvió a aparecer en las noticias. Esta vez le rompieron la nariz mientras evitaba que un hombre borracho golpeara a otro.
- En septiembre de 2011 evitó que un sujeto robara un autobús.
- En octubre de 2011 fue arrestado por haber rociado con gas pimienta a un grupo de jóvenes violentos.
- En enero de 2012, ayudó a unas víctimas de un tiroteo en Belltown, un barrio de Seattle.
- En mayo de 2012, evitó que un grupo de manifestantes, apodados Bloque Negro, quemaran un juzgado de Seattle.
- En noviembre de 2019, tuvo un cargo por venta de éxtasis a un agente encubierto.
- En febrero de 2020, fue arrestado por tráfico de cocaína.
- En junio de 2020, fue públicamente acusado de acosar y amenazar mujeres dentro de la Zona Autónoma de Capitol Hill (CHAZ) y pasó a ser catalogado como "súpervillano".

## Carrera de artes marciales mixtas

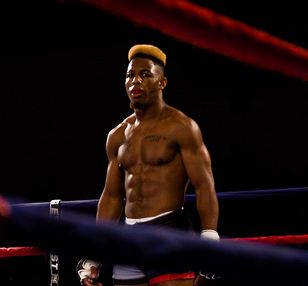
Fodor en un evento de MMA, luchando como Fear the Flattop.

Jones llevaba un récord de 11-0 en nivel amateur y 4-0 en nivel profesional.
Su hermano también es luchador, conocido como Caros Fodor.